# Gattico
Gattico – miejscowość i gmina we Włoszech, w regionie Piemont, w prowincji Novara.
Według danych na rok 2004 gminę zamieszkiwały 3134 osoby, 195,9 os./km².